# جام یوفا ۹۳–۱۹۹۲
جام یوفا ۹۳–۱۹۹۲، بیست و دومین فصل از جام یوفا، مسابقات فوتبال باشگاهی سطح دوم اروپا بود که توسط یوفا سازماندهی شد و با قهرمانی یوونتوس به پایان رسید.